# Peter Carl af Burén
Peter Carl af Burén, född 27 september 1773 på Grytgöls bruk i Hällestad, död 12 juli 1828 i Ekeby socken, var brukspatron på bland annat Boxholms bruk och grundare av Karlströms nedre bruk (båda i Östergötland) samt revisor och värderingsman vid Göta kanal.

## Adlades mot sin vilja
Peter Carl af Burén föddes på Grytgöls bruk i norra Östergötland som son till brukspatron Carl Daniel Burén (1744–1838) och Diedrika Elisabet Zetterling (1754–1827). Fadern, som 1779–1780 förvärvade Boxholms bruk, erbjöds adelskap men tackade nej. Själv adlades Peter Carl Burén mot sin vilja 26 april 1814 men lyckades efter långdragna förhandlingar få ett adelsnamn, af Burén, som var nästan identiskt med det gamla namnet. Tillägget ”af” använde han aldrig själv.

## Karlströms bruk
Burén köpte 1797 Karlströms bruk i Kristbergs socken. Han gifte sig 25 juni 1799 i Västerås domkyrka med Hedvig Elisabet Waller. Paret bosatte sig på den till bruket hörande herrgården Karlsby, där sex barn föddes åren 1800–1812. Privilegiet (utfärdat 18 juni 1804) för det 1805 anlagda Karlströms nedre bruk omfattade en ämneshammare med härd för 300 skeppund smide samt järnmanufakturverk bestående av en knipphammare, två spikhamrar och en stålugn.

## Boxholms bruk
Familjen flyttade 1814 till Ekeby socken och Boxholms bruk, som Burén arrenderade sedan 1812. Han köpte 1816 bruket av fadern sedan han året dessförinnan sålt Karlströms bruk till brukspatron Anders Jacob Busck. Med köpet av Boxholms bruk följde ett antal hemman i södra delen av Ekeby och Åsbo socknar. Burén bosatte sig på en nyuppförd herrgård, Carlsberg, där även efterföljande brukspatroner och disponenter/VD för Boxholms bruk och Boxholms AB kom att bo.

## Familj
Peter Carl af Burén gifte sig 25 juni 1799 med Hedvig Elisabet Waller (1774–1852). Hon var dotter till biskopen Erik Waller i Västerås stift och Helena Elisabet Westén. De fick tillsammans barnen Car Erik Olof af Burén (1800–1809), riksdagsmannen Didrik Pontus af Burén (1802–1878) i Boxholm, Didrika Maria Elisabet Matilda af Burén (1804–1840) som var gift med bruksägaren Christian Magnus August Sjögreen, Carolina Amalia af Burén (1806–1875) som var gift med bergmästaren Carl Eric Sjögreen, Lovisa Ulrika Charlotta af Burén (1808–1883) som var gift med kaptenen Carl Johan Key, Hedvig af Burén (1812–1889) som var gift med löjtnanten Carl Magnus Napoleon Palmqvist och presidenten Carl Otto Wilhelm af Burén (1814–1893).
Peter Carl Burén avled 1828 av förkylning och slutligen inflammation, 55 år gammal, på Medevi brunn. Hustrun avled 1852 på Boxholm.